# Підосинки (полігон)
Підосинки— випробувальний полігон військово-хімічного призначення, що використовувався в 1926—1927 у рамках роботи німецького «об'єкта „Томка“» на території СРСР. Розташовувався в Підмосков'ї поблизу залізничної станції Підосинки. Пізніше випробування були перенесені в Саратовську область на полігон «Томка».
Назва має слабке відношення до дійсного місця розташування полігону, бо в Підосинках розташовувалися тільки три дачі, де жили німецькі фахівці. Також в районі Підосинки-Ухтомська розташовувався аеродром, незадовго до цих подій переданий у ВОХИМУ для обслуговування робіт на полігоні. Самі випробування проходили на створеному ще в 1918 році військово-хімічному полігоні в Кузьмінках.
У 1926 році над полігоном пройшло 43 польоти з імітацією розливу з літака іприту (тільки імітацією, бо німецький іприт в СРСР ще не привезли, а існування радянського не афішувалося перед німецькими союзниками). Випробування були вдалими, тому в 1927 році полігон був розширений і став мати площу в 9-11 км².
Інфраструктура полігону була розширена. Тільки дитячі майданчики були розраховані на 300 дітей. На полігоні зупинялися війська, які приїжджали для участі в парадах на 1 травня і 7 листопада. Для них на полігоні щоразу споруджувався макет Червоної площі.
Полігон проіснував з 1918 по 1961—1962 роки.